# 17086 Ruima
17086 Ruima este un asteroid din centura principală de asteroizi.

## Descriere
17086 Ruima este un asteroid din centura principală de asteroizi. A fost descoperit pe 10 mai 1999 la Socorro, New Mexico, în cadrul proiectului LINEAR. Asteroidul prezintă o orbită caracterizată de o semiaxă mare de 2,39 ua, o excentricitate de 0,15 și o înclinație de 1,7° în raport cu ecliptica.